# Ágios Dimítrios (Corfou)
Pour les articles homonymes, voir Ágios Dimítrios (homonymie).
Ágios Dimítrios (grec moderne : Άγιος Δημήτριος) est une localité située dans le dème de Corfou-Sud, dans le district régional de Corfou, dans la périphérie des Îles Ioniennes, en Grèce.
Selon le recensement de 2021, elle compte 68 habitants.